# NGC 2934
NGC 2934 este o galaxie lenticulară situată în constelația Leul. A fost descoperită în 2 aprilie 1865 de către Albert Marth.